# Пашкін Микола Семенович
Микола Семенович Пашкін (30 жовтня 1910, село Пашкінци Слободського повіту В'ятської губернії, тепер Кіровської області, Російська Федерація — 2002, місто Москва) — радянський партійний діяч. Депутат Ради Союзу Верховної Ради СРСР 3—4-го скликань (1950—1958). Депутат Верховної Ради РРФСР 5-го скликання (1959—1963).

## Біографія
Народився 17(30) жовтня 1910 року в родині селянина-середняка. У 1922 році закінчив школу 1-го ступеня в селі Ільїнське Слободського повіту В'ятської губернії.
До жовтня 1930 року працював у сільському господарстві батьків у селі Пашкінцях В'ятської губернії. У 1930 році вступив до комсомолу.
У жовтні 1930 — березні 1931 року — учитель школи ліквідації неписьменності серед дорослого населення в селі Саврасово Лукоянівського району Нижньогородського краю.
У 1932 році закінчив курси керівників хат-читалень — методистів у місті В'ятці.
У березні 1931 — березні 1932 року — завідувач хати-читальні в селі Слободки Слободського району Нижньогородського краю.
У березні — жовтні 1932 року — завідувач відділу піонерської організації Слободського районного комітету комсомолу (ВЛКСМ) Кіровської області.
Член ВКП(б) з липня 1932 року.
У жовтні 1932 — квітні 1933 року — завідувач сільськогосподарського відділу Слободського районного комітету ВЛКСМ Кіровської області. У квітні — липні 1933 року — завідувач організаційного відділу Слободського районного комітету ВЛКСМ Кіровської області.
У липні 1933 — січні 1935 року — секретар комітету ВЛКСМ шкіряно-взуттєвого комбінату імені Леніна Слободського району Кіровської області.
У січні — лютому 1935 року — заступник секретаря Слободського районного комітету ВЛКСМ Кіровської області РРФСР.
У лютому 1935 — вересні 1937 року — помічник начальника політичного відділу з комсомольської роботи, у травні — вересні 1937 року — в.о. начальника політичного відділу свинарського радгоспу «Негоріле» Мінського району Білоруської РСР. Одночасно редагував газету політичного відділу «Ленінський шлях».
У вересні 1937 — березні 1938 року — секретар Мінського районного комітету ЛКСМ Білорусі.
У березні 1938 — січні 1939 року — 1-й секретар Мінського районного комітету КП(б) Білорусі.
У січні — лютому 1939 року — відповідальний організатор відділу керівних партійних органів ЦК ВКП(б) у Москві.
У березні 1939 — червні 1943 року — 2-й секретар Тамбовського обласного комітету ВКП(б).
У червні 1943 — липні 1945 року — слухач Вищої школи партійних організаторів при ЦК ВКП(б).
У липні 1945 — серпні 1946 року — відповідальний організатор, у серпні 1946 — січні 1947 року — інспектор Управління кадрів ЦК ВКП(б).
У січні 1947 — липні 1949 року — 2-й секретар  Ставропольського крайового комітету ВКП(б).
У серпні — жовтні 1949 року — інспектор відділу партійних, профспілкових і комсомольських органів ЦК ВКП(б).
У жовтні 1949 — жовтні 1950 року — голова виконавчого комітету Ярославської обласної ради депутатів трудящих.
У жовтні 1950 — вересні 1952 року — 1-й секретар Костромського обласного комітету ВКП(б).
У вересні 1952 — жовтні 1953 року — слухач Курсів перепідготовки перших секретарів обкомів і крайкомів при ЦК КПРС.
У жовтні 1953 — січні 1954 року — інспектор ЦК КПРС у Москві.
У січні 1954 — березні 1961 року — голова виконавчого комітету Липецької обласної ради депутатів трудящих.
У квітні 1961 — лютому 1963 року — начальник управління харчової і легкої промисловості Ради народного господарства Липецького економічного адміністративного району.
У лютому 1963 — січні 1966 року — начальник управління олійницької і жирової промисловості Ради народного господарства Центрально-Чорноземного економічного району в місті Воронежі.
З січня 1966 року — начальник Головного управління з керівництва харчовими підприємствами обласного підпорядкування Міністерства харчової промисловості РРФСР.
Потім — на пенсії в Москві, де помер у 2002 році. Похований на Новодівочому кладовищі.

## Нагороди
- орден Трудового Червоного Прапора
- орден Червоної Зірки
- медаль «За трудову доблесть»